# Karl Röder (Ingenieur)

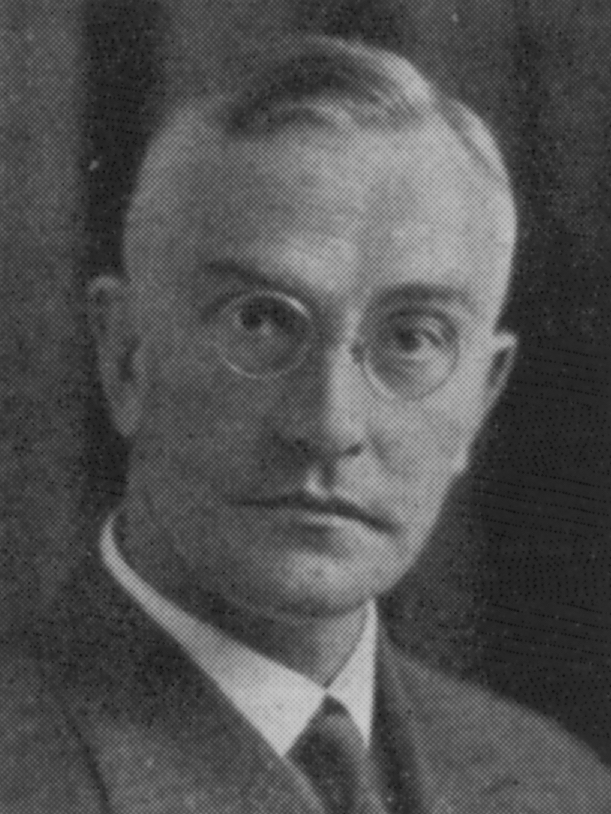
Karl Röder, um 1931

Karl Röder (* 16. November 1881 in Mainbernheim; † 1965) war ein deutscher Maschinenbau-Ingenieur und Konstrukteur von Dampfturbinen. 

## Leben und Wirken
Röder studierte an der TH München. Während seines Studiums wurde er 1900 Mitglied der Burschenschaft Cimbria München. Seit 1904 arbeitete er bei Maffei und bei Helms & Pfenninger in München. 1912 promovierte er in München zum Dr.-Ing. Von 1914 bis 1920 war er Oberingenieur bei der Maschinenfabrik von August Thyssen. Anschließend war er in Mülheim als beratender Ingenieur tätig. 1914 baute er die erste 3000-tourige Großturbine der Bauart Thyssen-Röder. Röders Turbinenbauart wurde unter dem Namen SSW-Röder ein Exportschlager. 1924 ging Röder als ordentlicher Professor für Maschinenteile, Getriebelehre und Maschinenkunde an die TH Stuttgart. 1926 wechselte er an die TH Hannover auf den Lehrstuhl für Dampfkraftmaschinen und wurde Vorstand des Maschinenlaboratoriums A (Dampfkraftmaschinen) und des Kraft- und Heizwerkes. Die axiale Gegenlaufturbine versuchte er als Pendant zur radialen Ljungströmturbine zu entwickeln und baute die erste hochtourige Gegendruckturbine in Überdruckbauart (Röder-Bauart), die sich durch guten Wirkungsgrad und infolge „atmender Einbauten“ durch thermische Elastizität und große Betriebssicherheit auszeichnet.
Im November 1933 unterzeichnete er das Bekenntnis der deutschen Professoren zu Adolf Hitler.
1947 wurde Röder emeritiert.
Die Stadt Mainbernheim verlieh Karl Röder 1950 das Ehrenbürgerrecht.

## Schriften
- Die Abdampf- und Zweidruckturbinen, Zeitschrift f. d. ges. Turbinenwesen, Jg. 10, München 1913 (= Dissertation 1912)
- mit Constantin Zietemann. Die Dampfturbinen: Theorie, Berechnung und Konstruktion für Studium und Praxis, 1955, repr. 2013 ISBN 978-3642532719